# Хаузен (Форххајм)
Хаузен (њем. Hausen) општина је у њемачкој савезној држави Баварска. Једно је од 29 општинских средишта округа Форххајм. Према процјени из 2010. у општини је живјело 3.660 становника. Посједује регионалну шифру (AGS) 9474134.

## Географски и демографски подаци
Хаузен се налази у савезној држави Баварска у округу Форххајм. Општина се налази на надморској висини од 271 метра. Површина општине износи 13,5 km². У самом мјесту је, према процјени из 2010. године, живјело 3.660 становника. Просјечна густина становништва износи 271 становника/km².